# Grand Pic de Belledonne
Il Grand Pic de Belledonne (2.977 m s.l.m.) è una montagna delle Alpi del Delfinato (sottosezione Catena di Belledonne, di cui ne è la vetta più alta).